# Sepiapterina reduttasi
La sepiapterina reduttasi è un enzima appartenente alla classe delle ossidoreduttasi, che catalizza la seguente reazione:
7,8-diidrobiopterina + NADP+ ⇄ sepiapterina + NADPH + H+
L'enzima non è identico alla 6-piruvoiltetraidropterina 2'-reduttasi.